# 阳明堡站
阳明堡站，前称羊头城站，位于中华人民共和国山西省忻州市代县阳明堡镇，現为四等站，1973年開站，2018年電气化，离北京站約402公里；离原平站约36公里。本站为京原铁路上的车站，现由中国铁路太原局集团原平车务段管辖。客运: 仅办理旅客乘降、不办理行李及包裹托运。货运营业则为整车普通货物无限制，另有山西原通盛泰贸易有限公司专用线。

## 邻近车站
1. ↑  铁道部电子计算技术中心, 铁道部运输局. . 北京: 中国铁道出版社. 1998: 15. ISBN 9787113030995.